# Per favore, chiudete le persiane
Per favore, chiudete le persiane (Les Bons Vivants o Un grand Seigneur) è un film del 1965, composto da tre episodi diretti da Gilles Grangier e Georges Lautner.

## Trama
Monsieur Charles deve chiudere il suo bordello parigino nel 1946, a seguito di una nuova normativa che vieta tali stabilimenti. Come regalo di addio, offre la nota lanterna rossa del bordello alla sua miglior dipendente, Lucette. Diversi anni dopo, e dopo una scalata sociale, Lucette è diventata una ricca baronessa. Una notte, la sua casa viene derubata del suo più grande tesoro, la lanterna rossa. Ma i ladri vengono catturati e un processo farsa ne consegue. Passano molti anni prima che la lanterna rossa riscopra l'uso per cui era stata prevista.
- 1º sketch: La chiusura (La Fermeture)
Monsieur Charles e Madame Blanche sono tristi: il bordello si chiude e devono dire addio alle belle ragazze, a tutti i loro amici che frequentavano la casa. In separazione, i gestori offrono un regalo a ciascuna delle residenti, ma Lucette è assente per lutto. Charles predice comunque un'ottima scalata sociale per Lucette.

- 2º sketch: Il processo (Le Procès)
Due piccoli criminali hanno rubato nella casa di una baronessa alcuni oggetti di valore, tra cui la lanterna rossa che Monsieur Charles aveva donato per ricordo a Lucette, che è divenuta baronessa e che testimonierà al movimentato processo dei due ladri.

- 3º sketch: I gaudenti (Les Bons Vivants)
Leon Haudepin è un imprenditore di successo, scapolo, che gode di un'ottima reputazione e che ha l'abitudine di frequentare un club di judo. Una sera per strada incontra una prostituta, Héloïse, ex tenutaria d'un vecchio bordello, e le propone di venire ad abitare a casa sua, in modo da eludere la polizia. In cambio Eloise si prenderà cura delle faccende domestiche, aiutata da altre sue avvenenti "colleghe". Amici e conoscenze maschili di Haudepin approveranno entusiasticamente tale sistemazione, trovando ogni scusa per andarlo a visitare. Grazie alla nuova situazione casalinga, Leon diventerà ricco e vivrà avventure esilaranti.[1][2]

## Critica

Louis de Funès all'epoca del film (28 ottobre 1965)

Con la sua pungente miscela di satira e farsa, Per favore, chiudete le persiane (orig, francese: Les Bons vivants e successivamente riproposto col titolo Un grand seigneur) è una divertente commedia francese, tanto più piacevole in quanto presenta un cast di svariati comici di talento. Come era abbastanza comune negli anni 1960, il film ha una struttura episodica, con le tre parti dal titolo La fermeture, Le procès e Les bons vivants rispettivamente. Le prime due parti costituiscono la prima metà del film, che ha alcuni momenti piacevoli, ma sembra piuttosto insignificante quando vien messa a confronto con il segmento finale molto più divertente. Il motivo principale per cui la terza parte è di gran lunga la migliore è che la star dell'episodio è Louis de Funès (1914-1983), il grande attore comico francese che, dopo diversi decenni a interpretare piccole parti, finalmente è coronato dalla celebrità a metà degli anni 1960. De Funès gusta ovviamente ogni secondo che recita in questo film, e vederlo recitare non è mai un'esperienza noiosa. "Che questo gigante della commedia d'oltralpe appaia al fianco di stelle come le incantevoli Mireille Darc e Bernadette Lafont non fa che aumentare il piacere dello spettatore. Ma anche la prima metà del film offre attori di talento, con personaggi come Bernard Blier, Andréa Parisy e Darry Cowl che danno grande valore aggiunto. Ciò che il film difetta in coesione e raffinatezza, viene compensato da divertente arguzia, fascino ed eccentricità sfrenata."

### Produzione
La casa di tolleranza di Mr Charles e Mme Blanche si trova in una strada parigina al numero 221, ovvio riferimento al più celebre bordello di Parigi tra gli anni 1930 e 1940, la maison One-Two-Two (Uno-Due-Due). Bernard Blier interpreta il gestore del bordello, come in Il re dei falsari, Franck Villard incarna uno dei suoi "confratelli" di provincia venuto a fargli da sostegno (per così dire). Franck Villard interpreta un mezzano di nome Marcel, probabile riferimento a Marcel Jamet, detto Fraisette, proprietario storico di One-Two-Two. L'atmosfera che ne traspira fa pensare che i registi Georges Lautner e Michel Audiard (per non parlare dello sceneggiatore, Albert Simonin) sentano una certa nostalgia per l'époque des maisons closes.
Da notare che nel terzo sketch il ritratto che decora la camera di Leon Haudepin (Louis De Funes) è quello di Guy de Maupassant, autore, tra l'altro, di La casa Tellier che tratta appunto di case di tolleranza. Interessante anche il fatto che la moglie di de Funès, Jeanne Augustine Barthélèmy, sia la pronipote di Guy de Maupassant.
Nel primo sketch c'è un anacronismo: sebbene la scena sia ambientata nel 1946, monsieur Marcel propone a due ragazze di partire per la Polinesia e dice loro che avranno tra i clienti anche gli scienziati nucleari, ma i test atomici francesi nell'Oceano Pacifico iniziano solo negli anni 1960.